# Tommy Wisdom

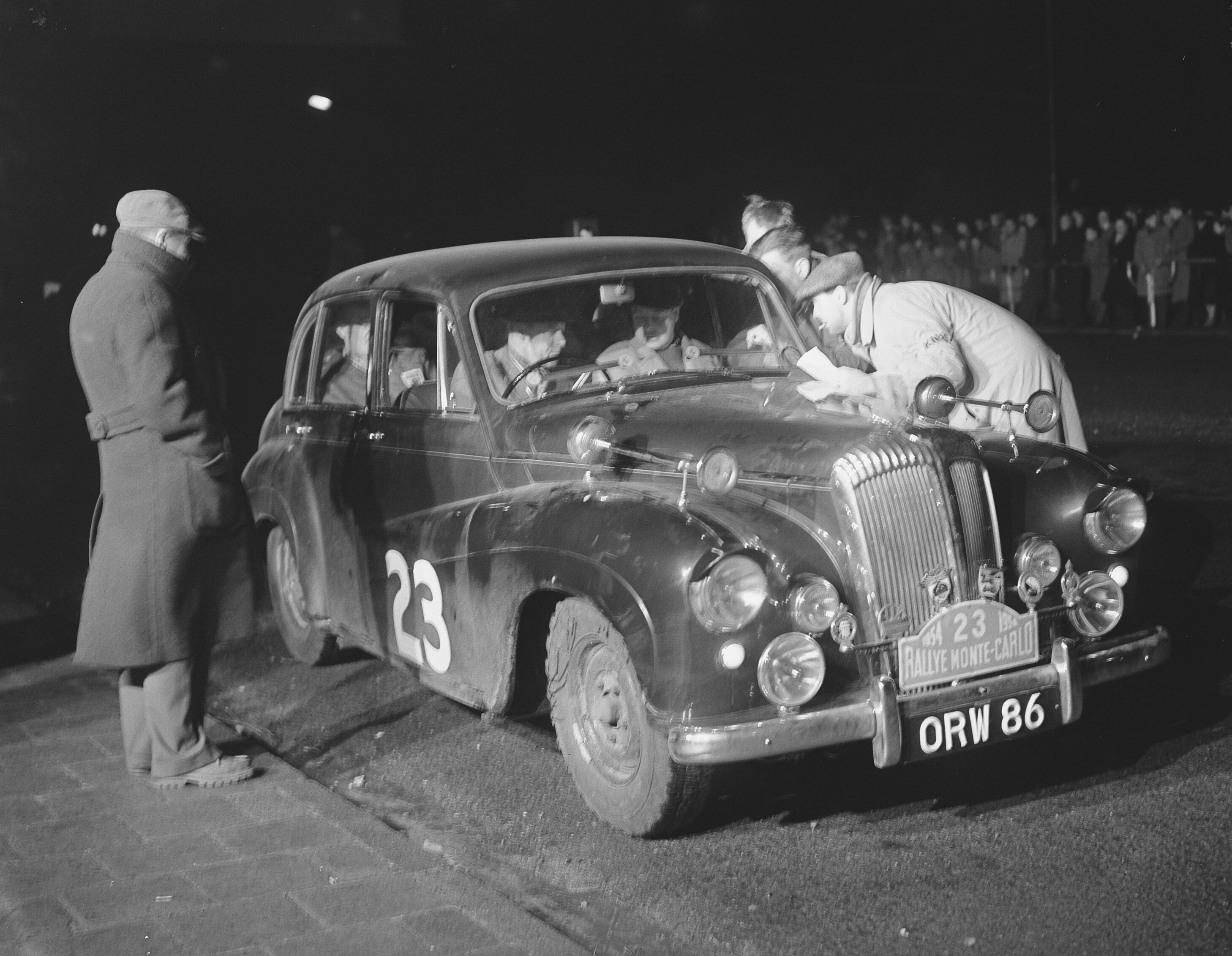
Tommy Wisdom am Steuer eines Daimler Conquest bei der Rallye Monte Carlo 1954

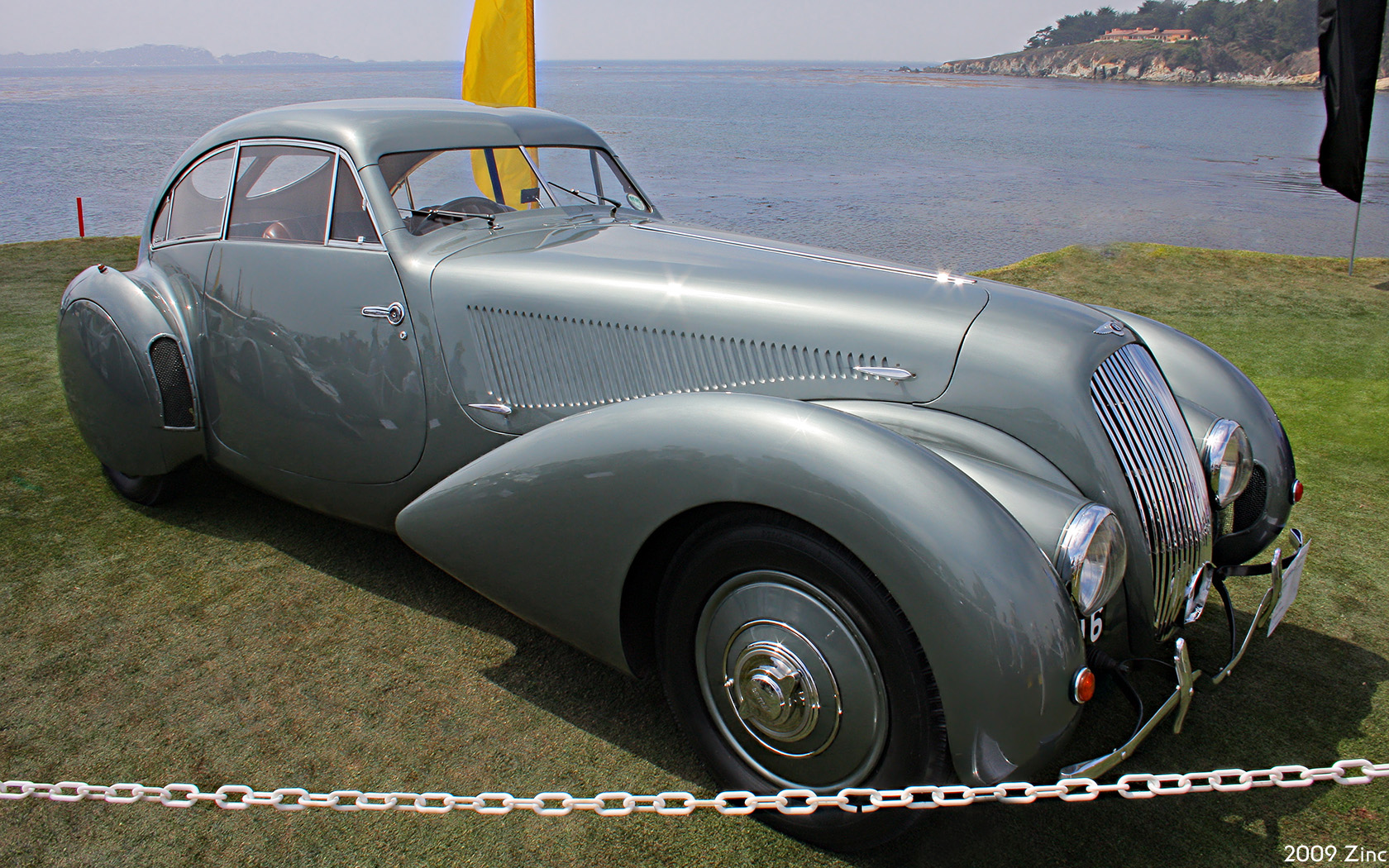
Der restaurierte Bentley 4 1/4 Paulin, mit dem Tommy Wisdom und Soltan Hay den sechsten Rang in der Gesamtwertung beim 24-Stunden-Rennen von Le Mans 1949 erreichten

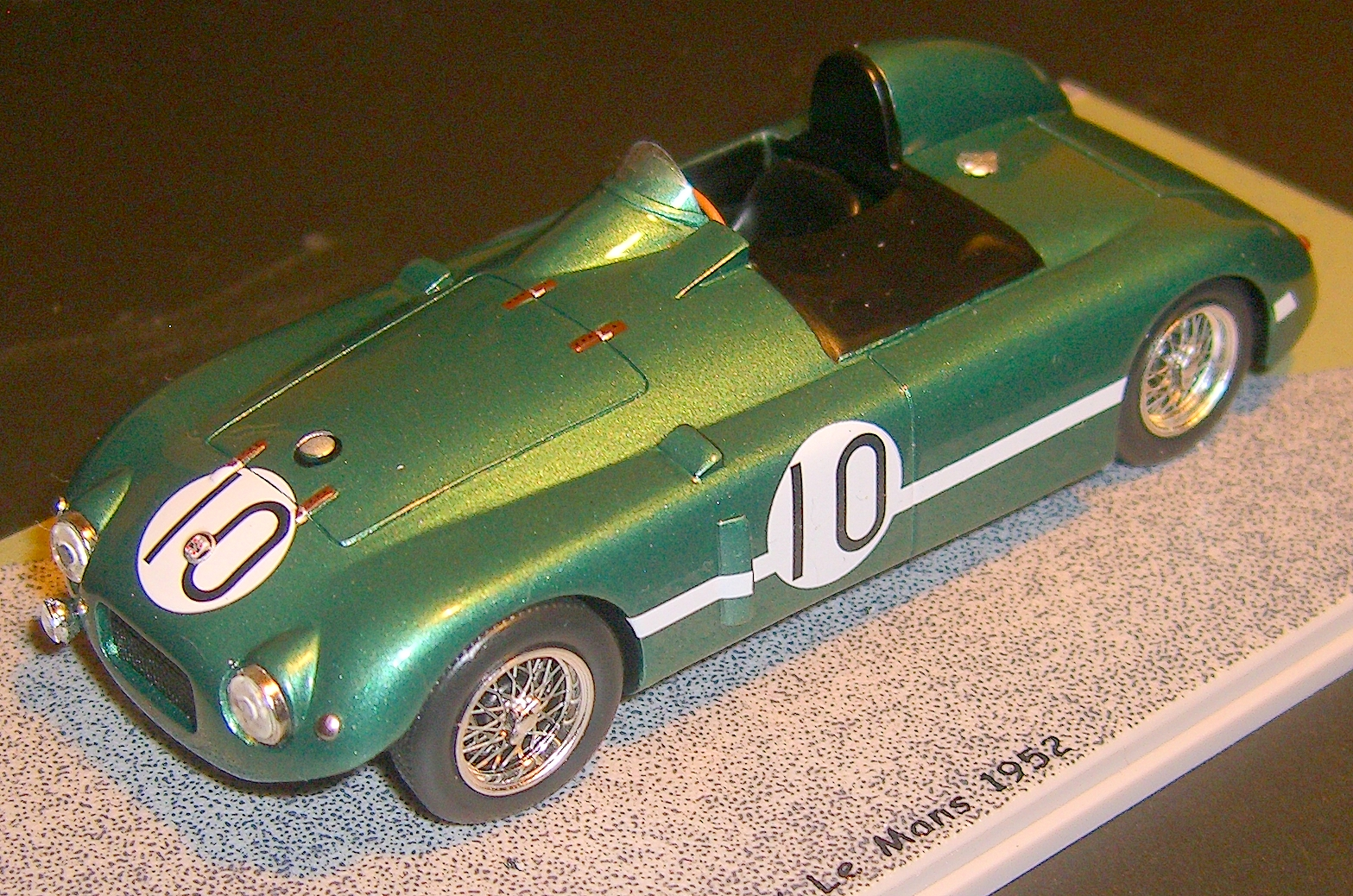
Ein Modell des Nash-Healey 3 Litre mit der Startnummer 10. Mit dem Originalfahrzeug erzielten Leslie Johnson und Tommy Wisdom den dritten Rang in Le Mans 1952

Thomas Henry „Tommy“ Wisdom (* 6. Februar 1906 in Brighton; † 12. November 1972 in Birmingham) war ein britischer Automobilrennfahrer und Journalist.

## Leben und Familie
Tommy Wisdom kam im Februar 1906 als ältester Sohn des Journalisten Thomas Bertram Wisdom (1879–1958) und dessen Ehefrau Annie May, geborene Attwater, zur Welt. Die Karriere von Wisdom, der 1950 maßgeblich an den ersten Karriereschritten von Stirling Moss beteiligt war, umfasste fast vier Jahrzehnte. Sein erstes Autorennen bestritt er Anfang der 1930er-Jahre; seinen letzten Rennstart hatte er bei der Targa Florio 1964. In den Jahren dazwischen startete er neben der Targa Florio, vor allem bei der Mille Miglia, dem 24-Stunden-Rennen von Le Mans und der RAC Tourist Trophy. Seinen Brotberuf als Motorsportjournalist verband er mit seinen Rennaktivitäten und lieferte so den Lesern authentische Schilderungen aus erster Hand. Seine anerkannte Fahrzeugbeherrschung brachte ihm als Amateurrennfahrer oftmalige Werksengagements.
Auch seine Ehefrau Elsie genannt „Bill“ war in den 1930er- und 1940er-Jahren als Rennfahrerin aktiv. Obwohl sie nie im selben Team fuhren, waren die beiden in den späten 1930er-Jahren in Le Mans als „The Tommy and Bill Show“ sehr populär. Die Frage, wer von den beiden wohl als besser Platzierter ins Ziel komme, löste unter den britischen Zuschauern regelmäßig eine wahre Wettflut aus. Die Tochter Ann trat in den 1950er-Jahren in die Fußstapfen ihrer Eltern und war einige Jahre als Rennfahrerin und Rallybeifahrerin aktiv; unter anderem bestritt sie 1956 die Rallye Monte Carlo mit Pat Moss, der Schwester von Stirling Moss.

## Karriere
Sein erstes internationales Rennen bestritt Tommy Wisdom 1931, als er bei der RAC Tourist Trophy an den Start ging. Das Rennen auf einem 22 km langen Rundkurs in der Nähe von Belfast beendete er als 19. in der Gesamtwertung. Als er 1934 zum ersten Mal beim 24-Stunden-Rennen von Le Mans an den Start ging, hatte er bereits einen Werksvertrag bei Singer unterschrieben. Mit dem Singer 9 Le Mans, der einen 1,0-Liter-Reihenmotor hatte, war an einen Erfolg in der Gesamtwertung nicht zu denken. Auch ein Sieg in der Klasse für Rennfahrzeuge bis 1,1-Liter-Hubraum blieb unerreicht. Auf die Rennsieger – Luigi Chinetti und Philippe Étancelin auf einem Alfa Romeo 8C 2300 – fehlten im Ziel 52 Runden (Wisdom hatte mit Partner James Donald Barnes 161 Runden zurückgelegt). Der Rückstand auf die Klassensieger Charles E.C. Martin und Roy Eccles auf einem MG K3 betrug im Ziel immer noch 36 Runden.
1935 war in Le Mans erstmals ein Ehepaar am Start. Tommy Wisdom fuhr wieder einen Singer 9 Le Mans, seine Frau Elsie gemeinsam mit der Kanadierin Kay Petre einen Riley Nine. Beide sahen die Zielflagge nach Defekten nicht. Zwei Jahre später waren die beiden auch bei der Mille Miglia gemeldet. Es war Wisdom erstes Antreten beim 1000-Meilen-Rennen durch Italien und diesmal bildete er gemeinsam mit seiner Frau ein Team. Der MG SA Berlina verunfallte auf halber Strecke mit Tommy Wisdom am Steuer; Fahrer und Beifahrer blieben dabei unverletzt.
Sein letztes Le-Mans-Rennen vor dem Zweiten Weltkrieg fuhr er 1939. Erst drei Jahre nach Ende des Krieges begann er wieder Autorennen zu fahren. Mit einem achten Gesamtrang beim 24-Stunden-Rennen von Spa-Francorchamps dieses Jahres kehrte er auf die internationale Rennbühne zurück. 1950, nach einem sechsten Gesamtrang in Le Mans und vielen Motorsportartikeln in der britischen Fachpresse, war er zu einer bekannten Person in der Rennszene aufgestiegen, der auch gute Kontakte zu Teamchefs und Geschäftsführern von Automobilherstellern hatte. Anfang der 1950er-Jahre förderte der die junge Karriere von Sterling Moss. Moss ging bei einigen Rennen mit Wisdoms Jaguar C-Type an den Start, der heute dem britischen Sammler Richard Frankel gehört.
Als Fahrer hatte er seine größten Erfolge in den frühen 1950er-Jahren. Da hatte seine Ehefrau ihre Karriere bereits beendet. Nach einem Unfall bei der Alpenfahrt 1951 – Elsie war Beifahrerin ihres Mannes – trat sie zurück. "Es wäre jetzt genug", und "wann müsse das Schicksal nicht weiter herausfordern" erklärte sie in einem Interview. Tommy setzte seine Karriere fort und wurde 1952 Gesamtdritter in Le Mans und Zwölfter bei der Mille Miglia.
1952 hatte Wisdom einen außergewöhnlichen Auftritt mit der Daimler Motor Company. Zusammen mit Lord Selsdon und Anthony Hume trat er bei der Rallye Monte Carlo 1952 mit einem Daimler DE36 an. Sie starteten in Lissabon und brachten das große und schwere Auto, das eigentlich eine Staatskarosse war, ins Ziel, waren aber nicht klassiert.
Ab 1953 war er drei Jahre lang für die Bristol Aeroplane Company in Le Mans am Start und fuhr dort deren Bristol 450. 1953 beschädigte ein abgefallenes Aufhängungsteil die Benzinleitung am Fahrzeug von Tommy Wisdom und Jack Fairman während Wisdom am Steuer saß, worauf sich austretender Treibstoff am heißen Auspuff entzündete. Das Feuer breitete sich während der Fahrt auf das Cockpit aus und fügte Wisdom schwere Verbrennungen an Händen und Beinen zu.
Seine letzte Mille Miglia bestritt er 1957 und sein letztes Rennen überhaupt war die Targa Florio 1964, die er als Partner von Paddy Hopkirk nach einem Differentialschaden am Austin-Healey Sprite nicht beenden konnte.

## Statistik

### Le-Mans-Ergebnisse
| Jahr | Team                        | Fahrzeug                 | Teamkollege         | Platzierung             | Ausfallgrund         |
| ---- | --------------------------- | ------------------------ | ------------------- | ----------------------- | -------------------- |
| 1934 | Singer Ltd.                 | Singer 9 Le Mans         | James Donald Barnes | Rang 18                 |                      |
| 1935 | Singer Ltd.                 | Singer 9 Le Mans Replica | James Donald Barnes | Ausfall                 | Starter              |
| 1938 | Team Autosports             | Singer 9 Le Mans Replica | James Donald Barnes | Ausfall                 | Antriebswelle        |
| 1939 | Archie Scott                | Singer 9 Le Mans Replica | Archie Scott        | Ausfall                 | Verschmutztes Benzin |
| 1949 | H. S. F. Hay                | Bentley 4¼ Paulin        | Soltan Hay          | Rang 6                  |                      |
| 1950 | Jowett Cars Ltd.            | Jowett Jupiter R1        | Tommy Wise          | Rang 16 und Klassensieg |                      |
| 1951 | Jowett Cars Ltd.            | Jowett Jupiter R1        | Tommy Wise          | Ausfall                 | Überhitzter Zylinder |
| 1952 | Donald Healey Motor Company | Nash-Healey 4 Litre      | Leslie Johnson      | Rang 3 und Klassensieg  |                      |
| 1953 | Bristol Aeroplane Company   | Bristol 450 Coupe        | Jack Fairman        | Ausfall                 | Unfall               |
| 1954 | Bristol Aeroplane Company   | Bristol 450              | Jack Fairman        | Rang 8                  |                      |
| 1955 | Bristol Aeroplane Company   | Bristol 450C             | Jack Fairman        | Rang 9                  |                      |

### Einzelergebnisse in der Sportwagen-Weltmeisterschaft
| Saison | Team                                     | Rennwagen                     | 1   | 2   | 3   | 4   | 5   | 6   | 7   | 8   | 9   | 10  | 11  | 12  | 13  | 14  | 15  | 16  | 17  | 18  | 19  | 20  |
| ------ | ---------------------------------------- | ----------------------------- | --- | --- | --- | --- | --- | --- | --- | --- | --- | --- | --- | --- | --- | --- | --- | --- | --- | --- | --- | --- |
| 1953   | Aston Martin Bristol Cars                | Aston Martin DB2 Bristol 450  | SEB | MIM | LEM | SPA | NÜR | RTT | CAP |     |     |     |     |     |     |     |     |     |     |     |     |     |
| 1953   | Aston Martin Bristol Cars                | Aston Martin DB2 Bristol 450  |     | DNF | DNF |     |     |     |     |     |     |     |     |     |     |     |     |     |     |     |     |     |
| 1954   | Donald Healey Motor Company Bristol Cars | Austin-Healey 100 Bristol 450 | BUA | SEB | MIM | LEM | RTT | CAP |     |     |     |     |     |     |     |     |     |     |     |     |     |     |
| 1954   | Donald Healey Motor Company Bristol Cars | Austin-Healey 100 Bristol 450 |     |     | DNF | 8   |     |     |     |     |     |     |     |     |     |     |     |     |     |     |     |     |
| 1955   | Aston Martin Bristol Cars                | Aston Martin DB2 Bristol 450  | BUA | SEB | MIM | LEM | RTT | TAR |     |     |     |     |     |     |     |     |     |     |     |     |     |     |
| 1955   | Aston Martin Bristol Cars                | Aston Martin DB2 Bristol 450  |     |     | DNF | 9   |     |     |     |     |     |     |     |     |     |     |     |     |     |     |     |     |
| 1956   |                                          | Austin-Healey 100S            | BUA | SEB | MIM | NÜR | KRI |     |     |     |     |     |     |     |     |     |     |     |     |     |     |     |
| 1956   |                                          | Austin-Healey 100S            | 77  |     |     |     |     |     |     |     |     |     |     |     |     |     |     |     |     |     |     |     |
| 1957   |                                          | Austin-Healey 100S            | BUA | SEB | MIM | NÜR | LEM | KRI | CAR |     |     |     |     |     |     |     |     |     |     |     |     |     |
| 1957   |                                          | Austin-Healey 100S            | 37  |     |     |     |     |     |     |     |     |     |     |     |     |     |     |     |     |     |     |     |
| 1959   | Tommy Wisdom                             | Austin-Healey Sprite          | SEB | TAR | NÜR | LEM | RTT |     |     |     |     |     |     |     |     |     |     |     |     |     |     |     |
| 1959   | Tommy Wisdom                             | Austin-Healey Sprite          | 18  |     |     |     |     |     |     |     |     |     |     |     |     |     |     |     |     |     |     |     |
| 1964   | Donald Healey Motor Company              | Austin-Healey Sprite          | DAY | SEB | TAR | MON | SPA | CON | NÜR | ROS | LEM | REI | FRE | CCE | RTT | SIM | NÜR | MON | TDF | BRI | BRI | PAR |
| 1964   | Donald Healey Motor Company              | Austin-Healey Sprite          | DNF |     |     |     |     |     |     |     |     |     |     |     |     |     |     |     |     |     |     |     |